# Nihal Meshref
Nihal Meshref, née le 24 décembre 1970 au Caire, est une pongiste égyptienne.
Elle remporte la médaille d'argent en double dames et la médaille de bronze en simple dames aux Jeux africains de 1987 et la médaille de bronze en simple dames ainsi qu'en double dames aux Jeux africains de 1991.
Elle est la tante de la pongiste Dina Meshref.